# Psychotria calciphila
Psychotria calciphila är en måreväxtart som beskrevs av Julian Alfred Steyermark. Psychotria calciphila ingår i släktet Psychotria och familjen måreväxter. Inga underarter finns listade i Catalogue of Life.